# Медаль Колмогорова
Медаль Колмогорова (англ. The Kolmogorov Lecture and Medal) — награда Лондонского университета. Учреждена к столетию со дня рождения математика Андрея Николаевича Колмогорова. В первые годы вручалась ежегодно, в дальнейшем период между награждениями вырос. При вручении медали лауреат читает лекцию, которая затем публикуется в журнале The Computer Journal (англ.).

## Жюри
Премия присуждается жюри, в состав которого входят Александр Гаммерман, Владимир Вовк, Norman Gowar (англ.), Дэвид Хэнд, (англ.) Angus Macintyre (англ.) .

## Награждения
- 2003 — Ray Solomonoff[2]
- 2004 — Леонид Анатольевич Левин[3][4]
- 2005 — Пер Мартин-Лёф
- 2006 — Йорма Риссанен
- 2007 —  Яков Григорьевич Синай
- 2010 —  Роберт Кархарт Мертон[5][6][7]